# Nepojasnjeni požari v Rusiji 2022
Nepojasnjeni požari v Rusiji leta 2022 so serija nenavadnih požarov in eksplozij, ki so se zgodili tekom ruske invazije na Ukrajino leta 2022, in niso bili uradno pojasnjeni. Od začetka vojne v Rusiji je bilo tudi več odmevnih požigov vojaških naborniških pisarn, in obstajala so ugibanja, da so bili nekateri požari in eksplozije posledica ukrajinskih sabotaž.

## Seznam požarov
| Lokacija                         | Datum           | Objekt                                                                 |
| -------------------------------- | --------------- | ---------------------------------------------------------------------- |
| Belgorod                         | 1. april 2022   | Skladišče nafte                                                        |
| Tver in Kinešma                  | 21. aprila 2022 | Centralni raziskovalni inštitut letalskih obrambnih sil, kemični obrat |
| Koroljov                         | 22. aprila 2022 | V industrijski coni na ulici Frunze je zagorela streha stavbe.         |
| Barvika                          | 23. aprila 2022 | Guvernerjev dom v moskovski regiji                                     |
| Bryansk                          | 25. april 2022  | Skladišče goriva                                                       |
| Belgorod                         | 27. april 2022  | Skladišče streliva                                                     |
| Moskva                           | 28. april 2022  | Ulična eksplozija                                                      |
| Iljinskoje                       | 30. april 2022  | Elektrarna GRES-2                                                      |
| Perm                             | 1. maja 2022    | Tovarna streliva                                                       |
| Moskva                           | 3. maja 2022    | Skladišče učbenikov                                                    |
| Nižni Novgorod in Nižnjevartovsk | 4. maja 2022    | Industrijska cona, pisarna vojaških nabornikov                         |
| Kursk                            | 5. maja 2022    | Neznano                                                                |
| Dubovoje, Belgorodska oblast     | 11. maja 2022   | Neznano                                                                |